# Derby-West Kimberley Shire
Derby-West Kimberley är en kommun (Shire) i regionen Kimberley i Western Australia i Australien. Kommunen har en area på 104 080 km² och en folkmängd på 8 435 enligt 2011 års folkräkning. Befolkningen finns i huvudsak i centralorten Derby och i Fitzroy Crossing. Det finns omkring 70 samhällen med aboriginer. I övrigt är kommunen mycket glest befolkad.